# Homorthodes reliqua
Homorthodes reliqua là một loài bướm đêm trong họ Noctuidae.